# Aérodrome de Mollendo
L'aéroport de Mollendo (Code OACI : SPDO) est un petit aéroport régional desservant la ville de Mollendo au Pérou et la région avoisinante.
L'aéroport est situé au sud de la ville, près de la plage. Il n'a qu'une seule piste et n'est opérationnel que pendant la journée.